# Million Dollar Bill
"Million Dollar Bill" je píseň platinové americké R & B zpěvačky a herečky Whitney Houston, z jejího šestého studiového alba s názvem 
 I Look to You. Oficiální celosvětové vydání singlu, je naplánováno stejně jako dlouho očekávané album, které je ohlášeno na 18. srpna 2009
 u Arista Records v USA a 24. srpna 2009 pro změnu u RCA Records, ve Velké Británii.
Píseň byla napsána zpěvačkou-textařkou Alicií Keys oceněnou prestižní soutěží Grammy a byla produkovaná producentem hip-hopu Swizzem Beatzem.

## Videoklip
Videoklip "Million Dollar Bill" bude mít svůj debut 16. září 2009.

## Seznam písní
Digitální download
1. "Million Dollar Bill" — 3:24

Německý CD Singl
1. "Million Dollar Bill" — 3:24
2. "I Didn't Know My Own Strength" (Daddy's Groove Magic Island Mixshow)

## Umístění ve světě
| Hitparáda (2009)                    | Umístění |
| ----------------------------------- | -------- |
| Canadian Hot 100                    | 62       |
| Dutch Singles Chart                 | 65       |
| Japan Hot 100                       | 30       |
| Swedish Singles Chart               | 22       |
| Swiss Singles Chart                 | 40       |
| USA Billboard Hot R&B/Hip-Hop Songs | 56       |

## Historie vydání
| Region             | Datum           | Format                         | Label               |
| ------------------ | --------------- | ------------------------------ | ------------------- |
| Spojené království | 16. srpen, 2009 | premiera v radiu (BBC Radio 1) | RCA Records, Arista |
| USA                | 18. srpen, 2009 | Airplay                        | Arista Records      |
| Německo            | 21. srpen 2009  | Digitální stahování            | RCA, Jive Records   |
| Velká Británie     | 24. srpen 2009  | Digitální stahování            | RCA, Arista         |
| Velká Británie     | 5. října 2009   | CD singl                       | RCA, Arista         |